# Шницел
Шницел (на немски: Schnitzel) е традиционно средноевропейско ястие, приготвено от начукано на тънко или кълцано месо, което се панира и пържи в маслена баня. Шницелите натюр се задушават в собствен сос, след като предварително са оваляни в малко брашно. Готовият за консумация шницел трябва да има златисто-кафява коричка и мека структура.

## Видове
- Виенският шницел се приготвя от начукано на тънко телешко месо, което преди пържене се панира в брашно, яйце и галета.
- Вегетарианският шницел се приготвя от смлени зеленчуци, сирене, яйце и галета. Този шницел също се панира преди да се пържи.